# NCIS: Los Ángeles
NCIS: Los Ángeles (Naval Criminal Investigative Service: Los Ángeles en inglés y Servicio de Investigación Criminal Naval: Los Ángeles en español) es una serie de televisión policíaca y de ficción estadounidense sobre un equipo de agentes especiales del NCIS de los Estados Unidos que trabajan en Los Ángeles. La serie se estrenó el 22 de septiembre de 2009 en la CBS.
NCIS: Los Ángeles es el primer spin-off de NCIS, que a su vez es otro spin-off de JAG otra serie de la CBS. El 31 de marzo de 2022, CBS renovó la serie para una decimocuarta temporada que se estrenó el 9 de octubre de 2022. El 20 de enero de 2023, se anunció que la decimocuarta temporada sería la última de la serie, finalizando el 21 de mayo de 2023.

## Descripción
La serie NCIS: Los Ángeles, al igual que la serie original NCIS, sigue a un grupo de agentes secretos federales en casos principales del Servicio de Investigación Criminal de la Marina, cuyo cuartel general está en Los Ángeles. Al equipo le asignan cualquier tipo de caso criminal que esté relacionado con el cuerpo de Marines o con la Armada, además de aquellos en los que el NCIS pueda ser de ayuda.

## Producción
La serie fue conocida como NCIS: Leyenda (en referencia al episodio de NCIS donde el spin-off se presentó), aunque se consideraron otros nombres como NCIS:OSP (Oficina de Proyectos Especiales) y NCIS:Undercover. La grabación comenzó en febrero de 2009 y fue presentada en los episodios "Legend" y "Legend 2" de la serie NCIS. Este episodio sirvió como piloto para la serie, de manera similar a la introducción de NCIS, que fue presentada por medio de un episodio dividido en dos partes de JAG.
El 7 de octubre de 2009, la CBS dio a la serie una temporada de 22 episodios. El 4 de noviembre de 2009, la CBS anunció la emisión de dos episodios adicionales para la primera temporada. El 12 de enero de 2010 la CBS renovó la serie para una segunda temporada. El 18 de mayo de 2011, la CBS anunció que la serie había sido renovada para una tercera temporada. La tercera temporada se estrenó en Estados Unidos el día 20 de septiembre de 2011. El 18 de agosto de 2011, la CBS anunció que la serie va a tener un crossover con la serie Hawaii Five-0 debido a la participación de Daniela Ruah como estrella invitada en esta última. El 14 de marzo de 2012, la CBS anunció la renovación de la serie para una cuarta temporada. La CBS estrenó la cuarta temporada de 'NCIS: Los Ángeles' en EE. UU. el 25 de septiembre de 2012. La CBS renovó la serie para una quinta temporada el 27 de marzo de 2013, que fue estrenada en EE. UU. el 24 de septiembre de ese año. El 13 de marzo de 2014, la CBS renovó la serie para una sexta temporada. En mayo de 2015, la serie fue renovada para una séptima temporada. El 25 de marzo de 2016 la CBS renovó la serie para una octava temporada. El 23 de marzo de 2017 la serie fue renovada para una novena temporada.

## Reparto
| Actor                | Personaje               | Temporada | Temporada  | Temporada  | Temporada  | Temporada | Temporada | Temporada | Temporada | Temporada | Temporada  | Temporada  | Temporada  | Temporada  | Temporada |  |
| Actor                | Personaje               | 1         | 2          | 3          | 4          | 5         | 6         | 7         | 8         | 9         | 10         | 11         | 12         | 13         | 14        |  |
| -------------------- | ----------------------- | --------- | ---------- | ---------- | ---------- | --------- | --------- | --------- | --------- | --------- | ---------- | ---------- | ---------- | ---------- | --------- |  |
| Chris O'Donnell      | G. Callen               | Principal | Principal  | Principal  | Principal  | Principal | Principal | Principal | Principal | Principal | Principal  | Principal  | Principal  | Principal  | Principal |  |
| Peter Cambor         | Nate «Doc» Getz         | Principal | Recurrente | Invitado   | Invitado   | Invitado  | Invitado  | Invitado  | Invitado  |           |            |            |            | Recurrente |           |  |
| Daniela Ruah         | Kensi Blye              | Principal | Principal  | Principal  | Principal  | Principal | Principal | Principal | Principal | Principal | Principal  | Principal  | Principal  | Principal  | Principal |  |
| Adam Jamal Craig     | Dominic «Dom» Vail      | Principal |            |            |            |           |           |           |           |           |            |            |            |            |           |  |
| Barrett Foa          | Eric Beale              | Principal | Principal  | Principal  | Principal  | Principal | Principal | Principal | Principal | Principal | Principal  | Principal  | Principal  |            |           |  |
| Linda Hunt           | Henrietta «Hetty» Lange | Principal | Principal  | Principal  | Principal  | Principal | Principal | Principal | Principal | Principal | Principal  | Principal  | Principal  | Invitada   |           |  |
| LL Cool J            | Sam Hanna               | Principal | Principal  | Principal  | Principal  | Principal | Principal | Principal | Principal | Principal | Principal  | Principal  | Principal  | Principal  | Principal |  |
| Eric Christian Olsen | Marty Deeks             | Invitado  | Principal  | Principal  | Principal  | Principal | Principal | Principal | Principal | Principal | Principal  | Principal  | Principal  | Principal  | Principal |  |
| Renée Felice Smith   | Nell Jones              |           | Principal  | Principal  | Principal  | Principal | Principal | Principal | Principal | Principal | Principal  | Principal  | Principal  |            |           |  |
| Miguel Ferrer        | Owen Granger            |           |            | Recurrente | Recurrente | Principal | Principal | Principal | Principal |           |            |            |            |            |           |  |
| Nia Long             | Shay Mosley             |           |            |            |            |           |           |           |           | Principal | Principal  |            |            |            |           |  |
| Medalion Rahimi      | Fatima Namazi           |           |            |            |            |           |           |           |           |           | Recurrente | Principal  | Principal  | Principal  | Principal |  |
| Caleb Castille       | Devin Roundtree         |           |            |            |            |           |           |           |           |           |            | Recurrente | Principal  | Principal  | Principal |  |
| Gerald McRaney       | Hollace Kilbride        |           |            |            |            |           | Invitado  |           |           |           | Recurrente | Invitado   | Recurrente | Principal  | Principal |  |

- Chris O'Donnell como G. Callen, un agente especial cuyo talento natural para el trabajo encubierto es legendario. Su pasado consiste en que mataron a su madre cuando él tenía apenas tres años, fue abandonado por su padre, pasó por varios orfanatos y hogares de acogida antes de ser rescatado por Hetty.
- Peter Cambor como Nate Getz, un psicólogo operacional que ayuda al equipo y que sueña con ser agente.
- Daniela Ruah como la agente especial Kensi Blye, hija de un militar, experta francotiradora y con grandes conocimientos de mecánica. En el pasado fue una indigente tras fallecer su padre.
- Adam Jamal Craig como Dominic «Dom» Vail, agente junior de la OPS
- Barret Foa como Eric Beal, un experto en tecnología y comunicaciones.
- Linda Hunt como Hetty Lange, directora de operaciones del NCIS en Los Ángeles. En su trayectoria como agente encubierto destaca el trabajo que realizó como agente de inteligencia en el extranjero en la Guerra Fría. Durante su juventud recogió a varios huérfanos para convertirlos en agentes.
- LL Cool J como Sam Hanna, un exsoldado de los SEAL's, que trabaja en la unidad secreta del NCIS en Los Ángeles. Habla árabe con fluidez y es un experto en la cultura de Oriente Medio. También sabe desactivar bombas. Está casado, tiene un hijo y una hija.
- Eric Christian Olsen como Marty Deeks, inspector del Departamento de Policía de Los Ángeles y oficial de enlace entre el NCIS y la LAPD.
- Renée Felice Smith como Nell Jones, una analista de inteligencia del NCIS, quien también hace trabajo fuera de operaciones para ayudar a otros agentes en NCIS.
- Miguel Ferrer como Owen Granger, director adjunto a la unidad del NCIS en Los Ángeles. Actúa como enlace de la OPS y el NCIS de Washington. Antes de convertirse en director adjunto pasó muchos años en el extranjero como agente de campo en diversas operaciones. Tras fallecer el 19 de enero de 2017 (en la vida real) por un cáncer de garganta fue conmemorado con una dedicatoria en la temporada número 8.
- Nia Long como Shay Mosley, subdirectora ejecutiva del NCIS.
- Medalion Rahimi como Fatima Namazi, agente especial del NCIS en la Oficina de Proyectos Especiales.
- Caleb Castille como Devin Roundtree.
- Gerald McRaney como Hollace Kilbride.

### Recurrentes
- Rocky Carroll como Leon Vance, director del NCIS.
- Brian Avers como Mike Renko, agente especial del televisión.
- Kathleen Rose Perkins como Rose Schwartz, forense de Los Ángeles.
- Claire Forlani como Lauren Hunter, directora de operaciones de la OPS.

### Invitados
- Pauley Perrette como Abby Sciuto, especialista forense del NCIS.
- David Dayan Fisher como Trent Kort, agente de la CIA.

### Otros
- Louise Lombard como Lara Macy, directora de operaciones de la OPS. Personaje eliminado antes de iniciar la serie, encontrada muerta en el episodio de NCIS «Patriot Down».

## Episodios
| Temporada | Temporada | Episodios | Episodios | Emisión original         | Emisión original    |
| Temporada | Temporada | Episodios | Episodios | Primera emisión          | Última emisión      |
| --------- | --------- | --------- | --------- | ------------------------ | ------------------- |
|           | Intro     | 2         | 2         | 28 de abril de 2009      | 5 de mayo de 2009   |
|           | 1         | 24        | 24        | 22 de septiembre de 2009 | 25 de mayo de 2010  |
|           | 2         | 24        | 24        | 21 de septiembre de 2010 | 17 de mayo de 2011  |
|           | 3         | 24        | 24        | 20 de septiembre de 2011 | 15 de mayo de 2012  |
|           | 4         | 24        | 24        | 25 de septiembre de 2012 | 14 de mayo de 2013  |
|           | 5         | 24        | 24        | 24 de septiembre de 2013 | 13 de mayo de 2014  |
|           | 6         | 24        | 24        | 29 de septiembre de 2014 | 18 de mayo de 2015  |
|           | 7         | 24        | 24        | 21 de septiembre de 2015 | 2 de mayo de 2016   |
|           | 8         | 24        | 24        | 25 de septiembre de 2016 | 14 de mayo de 2017  |
|           | 9         | 24        | 24        | 1 de octubre de 2017     | 20 de mayo de 2018  |
|           | 10        | 24        | 24        | 30 de septiembre de 2018 | 19 de mayo de 2019  |
|           | 11        | 22        | 22        | 29 de septiembre de 2019 | 26 de abril de 2020 |
|           | 12        | 18        | 18        | 8 de noviembre de 2020   | 23 de mayo de 2021  |
|           | 13        | 22        | 22        | 10 de octubre de 2021    | 22 de mayo de 2022  |
|           | 14        | 21        | 21        | 9 de octubre de 2022     | 21 de mayo de 2023  |

## Emisión

### Emisiones internacionales
En España, la serie se estrenó el 21 de junio de 2010 en Telecinco. A partir de la segunda temporada, que se estrenó el 4 de enero de 2011, pasó a Cuatro. Desde 2014, se emite también en FOX. En México, el programa se emite por A&E y AXN.

## Recepción
El primer episodio de NCIS: Los Ángeles fue bien examinado por los críticos. Según Mary McNamara de Los Angeles Times, "El crimen es interesante y polifacético, su resolución requiere un buen balance de inteligencia de la calle y un montón de disparos. Pero como con la serie original NCIS, el énfasis está en los personajes del equipo. La ciudad de Los Ángeles, por su parte, se ve fabulosa con una mezcla agradable de negro y estancamiento y hay un aire de estabilidad reconfortante en estos tiempos de incertidumbre". David Hinckley, del Daily News, fue más crítico con la serie diciendo que, "Aunque todo se suma en una hora de entretenimiento decente, no hay espacio suficiente para el desarrollo del carácter de la serie y darle una personalidad propia". Además añadió, "un episodio de estreno no puede sentirse un poco como algo que ya hemos visto".
Tom Shales de The Washington Post consideró que la serie NCIS: Los Ángeles "hace el trabajo... es un procedimiento que se sigue estrictamente el procedimiento establecido, pero tiene personajes agradables y muy bien definidos, desagradables chicos malos y el disparo ocasional apabullante de Los Ángeles". Robert Bianco de USA Today lo resumió en "una hora que se pueda tomar la fórmula NCIS, un tono ligero y un montón de bromas envuelto alrededor de una parcela de investigación bastante rudimentario-y lo transfiere a una división especial NCIS encubierta en Los Angeles. Nada más, pero también nada menos". The Hollywood Reporter comparó la serie con El equipo A con "el mismo enfoque alegre a las situaciones de vida o muerte. Tal vez el mayor cambio es que 'NCIS: L.A.' logra sus resultados, inevitablemente, favorables con un poco más de intelecto y un poco menos testosterona."

### Audiencias
| Temporada | Horario (ET)                                                  | Episodios | Primera emisión          | Primera emisión      | Última emisión      | Última emisión       | Ranking | Prom. de espectadores (millones) |
| Temporada | Horario (ET)                                                  | Episodios | Fecha                    | Audiencia (millones) | Fecha               | Audiencia (millones) | Ranking | Prom. de espectadores (millones) |
| --------- | ------------------------------------------------------------- | --------- | ------------------------ | -------------------- | ------------------- | -------------------- | ------- | -------------------------------- |
| 1         | Martes 9:00 p. m.                                             | 24        | 22 de septiembre de 2009 | 18.73                | 25 de mayo de 2010  | 13.12                | 9       | 16.08                            |
| 2         | Martes 9:00 p. m.                                             | 24        | 21 de septiembre de 2010 | 15.76                | 17 de mayo de 2011  | 15.61                | 7       | 16.54                            |
| 3         | Martes 9:00 p. m.                                             | 24        | 20 de septiembre de 2011 | 16.71                | 15 de mayo de 2012  | 15.19                | 7       | 16.01                            |
| 4         | Martes 9:00 p. m.                                             | 24        | 25 de septiembre de 2012 | 16.74                | 14 de mayo de 2013  | 13.52                | 4       | 17.31                            |
| 5         | Martes 9:00 p. m.                                             | 24        | 24 de septiembre de 2013 | 16.35                | 13 de mayo de 2014  | 14.85                | 4       | 16.03                            |
| 6         | Lunes 10:00 p. m.                                             | 24        | 29 de septiembre de 2014 | 9.48                 | 18 de mayo de 2015  | 9.33                 | 27      | 11.72                            |
| 7         | Lunes 10:00 p. m.                                             | 24        | 21 de septiembre de 2015 | 7.89                 | 2 de mayo de 2016   | 8.10                 | 24      | 11.11                            |
| 8         | Domingo 8:00 p. m.                                            | 24        | 25 de septiembre de 2016 | 10.34                | 14 de mayo de 2017  | 9.40                 | 11      | 12.51                            |
| 9         | Domingo 9:00 p. m.                                            | 24        | 1 de octubre de 2017     | 8.95                 | 20 de mayo de 2018  | 7.82                 | 21      | 10.71                            |
| 10        | Domingo 9:00 p. m.                                            | 24        | 30 de septiembre de 2018 | 8.75                 | 19 de mayo de 2019  | 5.28                 | 24      | 10.16                            |
| 11        | Domingo 9:00 p. m.                                            | 22        | 29 de septiembre de 2019 | 6.44                 | 26 de abril de 2020 | 5.26                 | 26      | 8.91                             |
| 12        | Domingo 8:00 p. m. (eps. 1-9) Domingo 9:00 p. m. (eps. 10-18) | 18        | 8 de noviembre de 2020   | 6.35                 | 23 de mayo de 2020  | 6.18                 | 22      | 7.80                             |
| 13        | Domingo 9:00 p. m.                                            | 22        | 10 de octubre de 2021    | 5.85                 | 22 de mayo de 2022  | 4.44                 | 26      | 7.28                             |
| 14        | Domingo 10:00 p. m.                                           | 21        | 9 de octubre de 2022     | 4.33                 | 21 de mayo de 2023  | 5.24                 | 27      | 6.42                             |